# 苏俄牧羊犬
苏俄牧羊犬、俄羅斯獵狼犬（英語：、Russian wolfhound），亦音譯作波索獵犬，是俄羅斯的一種視覺型獵犬。传统上用来追踪狼群，因此不仅要注重步法训练，而且还要兼具智慧和勇敢。这些特质清楚地反映在苏俄牧羊犬骄傲、贵族化的举止上。

## 歷史
苏俄牧羊犬起源於16世紀的俄羅斯，由薩路基獵犬及歐洲視覺型獵犬培育而來。
1842年被当为是礼物送给英国亚历山德拉公主，并在1891年第一届克鲁夫特名犬展览会上展出。
在1956年被世界畜犬聯盟承認為獨立犬種。

## 特征

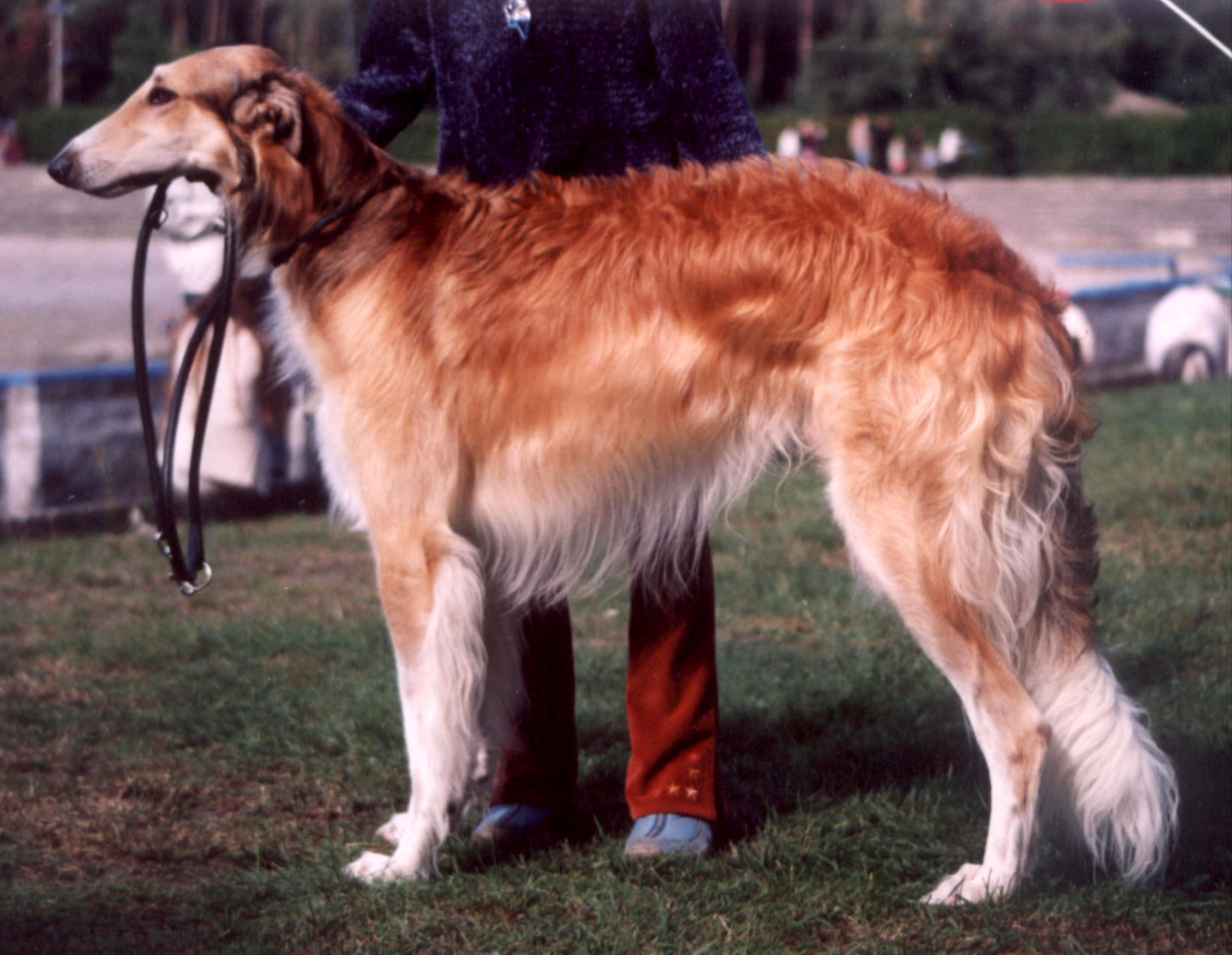
红色的苏俄獵狼犬

### 外貌
苏俄獵狼犬是一种体型庞大的视觉型狩猎犬种，和阿富汗猎犬有点相同。苏俄獵狼犬拥有又长又厚的皮毛，毛色可以是任何一种颜色和图案。它们的毛质柔软，有点卷曲，脖子上的毛特别厚，鼻子也比其他犬類長。